# Osterfestival Tirol

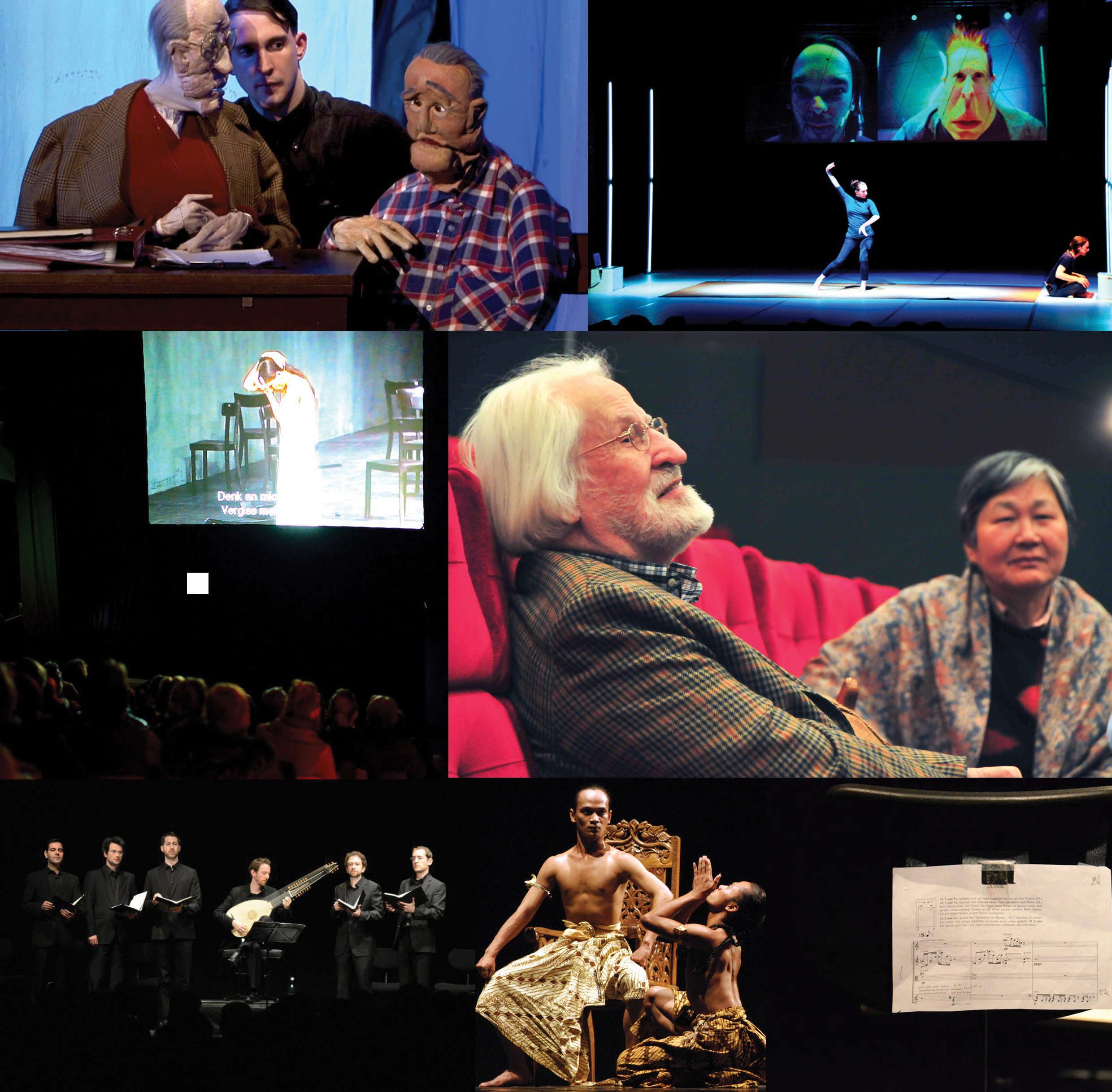
Einige Eindrücke des Osterfestivals Tirol

Das Osterfestival Tirol ist ein jährlich stattfindendes Kulturfestival, das in drei Wochen in Innsbruck, Hall in Tirol und der Umgebung Konzerte, Tanz- und Filmvorführungen zeigt. 2009 hatte das Festival über 12.000 Zuschauer. Neben international renommierten Künstlern werden auch junge Musiker eingeladen.

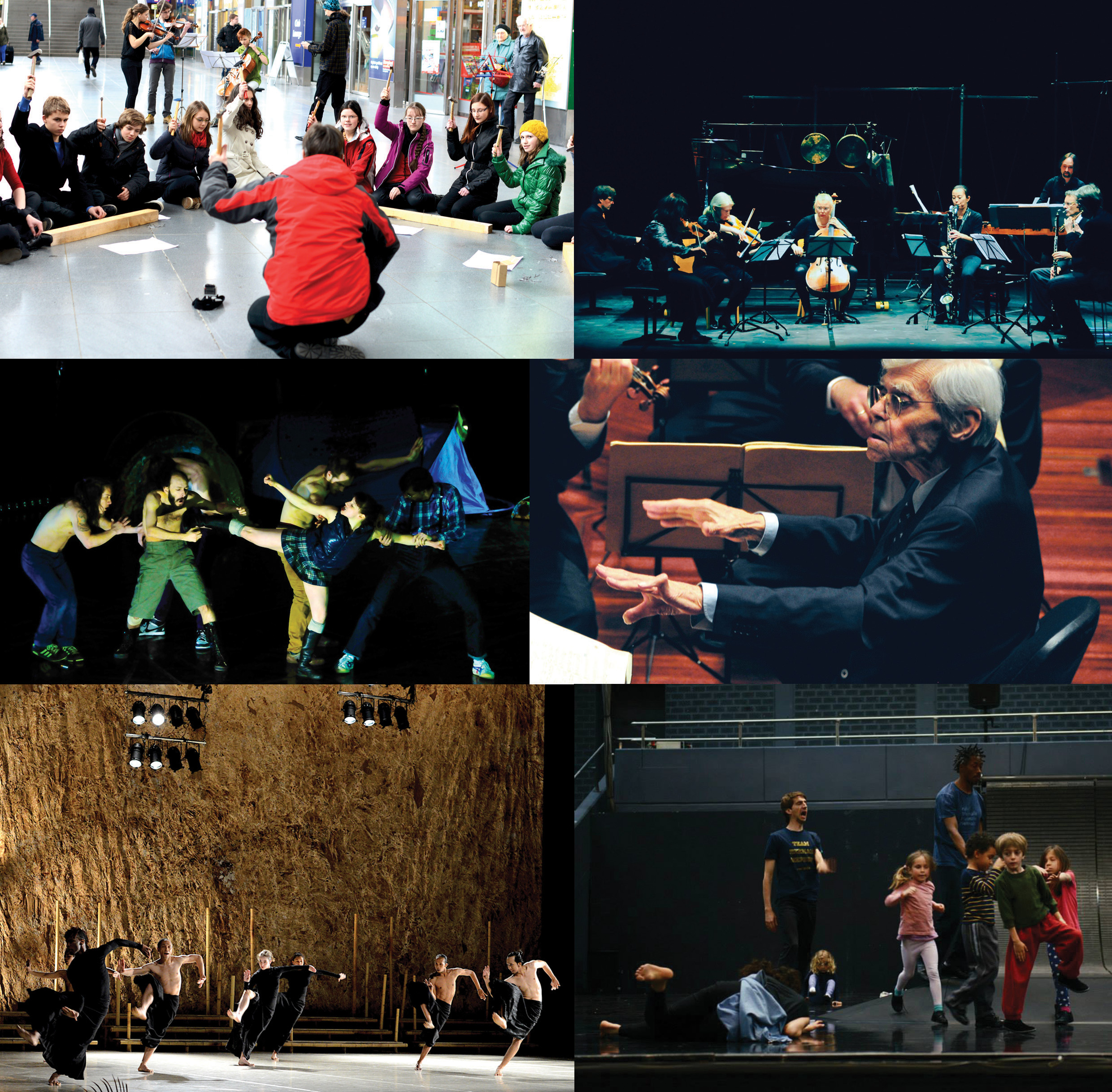
Einige Eindrücke des Osterfestivals Tirol

## Beschreibung
Künstlerische Ausdrucksformen sind vor allem Alte und Neue Musik, ergänzt durch Tanz, Literatur, Symposien, Film, Performance und Theater. Das Osterfestival Tirol wurde 1989 von Maria und Gerhard Crepaz gegründet als ein Festival neuer und alter Musik aller Epochen und Kulturen, das intellektuellen und kulturellen Austausch, Toleranz und Respekt fördern soll. Zu Beginn stand das jährlich stattfindende Festival unter dem Titel „Musik der Religionen“ und legte seine sich jedes Jahr verändernden Schwerpunkte auf Kulturkreise (u. a. Afrika, Amazonas, Asien). Seit 2008 stellt das Osterfestival Tirol kulturübergreifende Mottos mit Alltagsbezug ins Zentrum, z. B. Kommunikation („…sprachlos? | Zeichen“), Zeit („JETZT | end.lich“), Freiheit („Macht.frei | leben“) oder Egoismus („massiv.ich“).

## Veranstaltungsorte
Sitz der Organisation ist Hall in Tirol, Hauptspielorte sind das Salzlager Hall und der Congress Innsbruck. 2009 hat Hannah Crepaz die künstlerische Leitung übernommen. Der Trägerverein Galerie St. Barbara veranstaltet des Weiteren u. a. die Veranstaltungsreihe musik+, mehr.Wissen, Musiksalons und zweijährlich das Orgelfest.